# Michał Misiurewicz

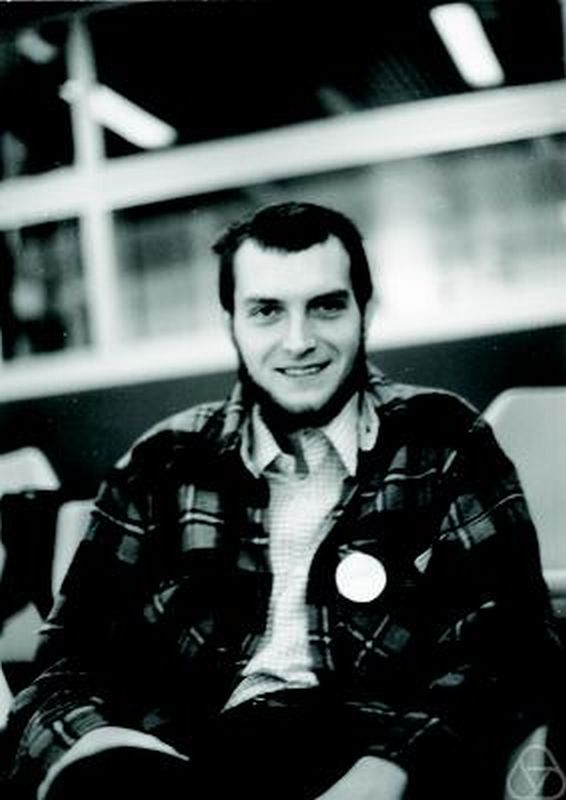
Misiurewicz 1975 in Rennes

Michał Misiurewicz (* 9. November 1948 in Warschau) ist ein polnischer Mathematiker.
Misiurewicz gewann 1966 die Goldmedaille bei der Mathematik-Olympiade und wurde 1974 an der Universität Warschau bei Bogdan Bojarski über Dynamische Systeme und Ergodentheorie promoviert. Er ist Professor an der Purdue University.
Misiurewicz untersuchte dynamische Systeme, speziell die Intervallabbildung. Hier sind Misiurewicz-Punkte (auch Misiurewicz-Thurston-Punkte) der Mandelbrot-Menge nach ihm benannt.
1983 war er Gastredner auf dem Internationalen Mathematikerkongress in Warschau (One dimensional dynamical systems). Er ist Fellow der American Mathematical Society. 

## Schriften
- mit Zbigniew Nitecki Combinatorial patterns for maps of the interval, Memoirs Amer. Math. Soc., Band 94, 1991.